# Совет Министров Казахской ССР (1975)
Список Совета Министров Казахской ССР образованного 18 июля 1975 г. постановлением Верховного Совета Казахской ССР.

## Руководство
1. Председатель Совета Министров Казахской ССР — Ашимов, Байкен.
2. Первый заместитель председателя Совета Министров Казахской ССР — Смирнов, Сергей Артемович.
3. Заместитель председателя Совета Министров Казахской ССР — Слажнев, Иван Гаврилович.
4. Заместитель председателя Совета Министров Казахской ССР — Башмаков, Евгений Федорович.
5. Заместитель председателя Совета Министров Казахской ССР — Билялов, Калий.
6. Заместитель председателя Совета Министров Казахской ССР — Джиенбаев, Султан Сулейменович.
7. Заместитель председателя Совета Министров Казахской ССР — Кубашев, Сагидулла.
8. Заместитель председателя Совета Министров Казахской ССР, председатель Государственного планового комитета Совета Министров Казахской ССР — Такежанов, Саук Темирбаевич.

## Министры
1. Министр внутренних дел Казахской ССР — Есбулатов, Макан.
2. Министр высшего и среднего специального образования Казахской ССР — Катаев, Турганбек Катаевич.
3. Министр геологии Казахской ССР — Есенов, Шахмардан.
4. Министр заготовок Казахской ССР — Даиров, Музаппар Даирович.
5. Министр здравоохранения Казахской ССР — Шарманов, Турегельды Шарманович.
6. Министр иностранных дел Казахской ССР — Фазылов, Малик Сабирович.
7. Министр легкой промышленности Казахской ССР — Ибрагимов, Вагиз Галимович.
8. Министр лесной деревообрабатывающей промышленности Казахской ССР — Альдербаев, Молдан.
9. Министр мелиорации и водного хозяйства Казахской ССР — Тыныбаев, Абубакир Алиевич.
10. Министр монтажных и специальных строительных работ Казахской ССР — Ержанов, Борис Михайлович.
11. Министр мясной и молочной промышленности Казахской ССР — Плахов, Владимир Борисович.
12. Министр пищевой промышленности Казахской ССР — Зарицкий, Евгений Ерофеевич.
13. Министр промышленности строительных материалов Казахской ССР — Требухин, Фёдор Васильевич.
14. Министр просвещения Казахской ССР — Балахметов, Кажахмет Балахметович.
15. Министр рыбного хозяйства Казахской ССР — Утегалиев, Исхак Махмудович.
16. Министр связи Казахской ССР — Елибаев, Абдуразак Алписбаевич.
17. Министр сельского строительства Казахской ССР — Мусин, Курган Нурханович.
18. Министр сельского хозяйства Казахской ССР — Моторико, Михаил Георгиевич.
19. Министр строительства предприятий тяжелой индустрии Казахской ССР — Ольков, Николай Павлович.
20. Министр торговли Казахской ССР — Иванов, Михаил Степанович.
21. Министр финансов Казахской ССР — Байсеитов, Рымбек Смакович.
22. Министр цветной металлургии Казахской ССР — Гребенюк, Василий Андреевич.
23. Министр энергетики и электрификации Казахской ССР — Батуров, Тимофей Иванович.
24. Министр юстиции Казахской ССР — Джусупов, Бекайдар.
25. Министр автомобильных дорог Казахской ССР — Гончаров, Леонид Борисович.
26. Министр автомобильного транспорта Казахской ССР — Жакупов, Ануар Камзинович.
27. Министр бытового обслуживания населения Казахской ССР — Конакбаев, Каскатай Досович.
28. Министр коммунального хозяйства Казахской ССР — Чернышов, Александр Иванович.
29. Министр местной промышленности Казахской ССР — Кетебаев, Камалбай.
30. Министр социального обеспечения Казахской ССР — Омарова, Зауре Садвакасовна.

## Председатели Комитетов
1. Председатель Государственного комитета Совета Министров Казахской ССР по делам строительства — Бухарбаев, Турехан Халиевич.
2. Председатель Государственного комитета легкого хозяйства Совета Министров Казахской ССР — Зайцев, Анатолий Михайлович.
3. Председатель Комитета народного контроля Казахской ССР — Канцеляристов, Петр Семенович.
4. Председатель Государственного комитета Совета Министров Казахской ССР по делам издательств, полиграфии и книжной торговли — Елеукенов, Шериаздан Рустемович.
5. Председатель Государственного комитета Совета Министров Казахской ССР по использованию трудовых ресурсов — Касымканов, Аубакир Касымканович.
6. Председатель Государственного комитета Совета Министров Казахской ССР по кинематографии — Смаилов, Камал Сейтжанович.
7. Председатель Государственного комитета Совета Министров Казахской ССР по надзору за безопасным ведением работ в промышленности и горному надзору — Галимжанов, Кемель Галиуллович.
8. Председатель Государственного комитета Совета Министров Казахской ССР по профессионально-техническому образованию — Ахметов, Каркен Ахметуллинович.
9. Председатель Государственного комитета Совета Министров Казахской ССР по телевидению и радиовещанию — Хасенов, Хамит.
10. Председатель Государственного комитета цен Совета Министров Казахской ССР — Накипов, Шаймерден Каппазович.
11. Председатель Комитета государственной безопасности при Совете Министров Казахской ССР — Евдокименко, Георгий Степанович.
12. Начальник Главного управления Совета Министров Казахской ССР по материально-техническому снабжению — Танкибаев, Жанша Абилгалиевич.
13. Начальник Центрального статистического управления при Совете Министров Казахской ССР — Троценко, Зинаида Павловна.
14. Председатель республиканского объединения «Казсельхозтехника» Совета Министров Казахской ССР — Егоров, Александр Михайлович.